# Czwarta zasada termodynamiki
Czwarta zasada termodynamiki – w termodynamice nierównowagowej jest to zwyczajowe określenie tzw. relacji wzajemności Onsagera, które stwierdzają symetrię związków między tzw. uogólnionymi siłami termodynamicznymi a wywołanymi przez nie przepływami. Relacje te zostały podane w 1931 przez Larsa Onsagera, który za ich sformułowanie i wyprowadzenie otrzymał w 1968 nagrodę Nobla w dziedzinie chemii.
Relacje Onsagera dotyczą termodynamiki procesów nieodwracalnych, np.:
- przekazywania ciepła (przewodzenie),
- przekazywania materii (dyfuzja),
- przekazywania pędu (siła tarcia),
- przepływu prądu.

Zasada Onsagera stwierdza, że macierz współczynników fenomenologicznych jest symetryczna, współczynniki kinetyczne procesów przebiegających blisko stanów równowagi termodynamicznej spełniają zależność:
| {\displaystyle L_{ik}=L_{ki}}                    | – gdy nie występuje zewnętrzne pole magnetyczne,                    |
| {\displaystyle L_{ik}(B)=L_{ki}(-B)}             | – gdy występuje zewnętrzne pole magnetyczne,                        |
| {\displaystyle L_{ik}(\omega )=L_{ki}(-\omega )} | – gdy układ obraca się z prędkością kątową {\displaystyle \omega .} |
Współczynnik kinetyczny {\displaystyle L_{ik}} wiąże strumień wielkości {\displaystyle i} z tzw. siłą termodynamiczną {\displaystyle k.}
Zasada Onsagera obowiązuje przy większości zjawisk dotyczących sił i przepływów w stanach bliskich równowadze termodynamicznej. Rozszerzenie tej zasady zostało podane przez Casimira:
Jeżeli równocześnie występują zjawiska od parametrów typu alfa będących parzystą funkcją prędkości cząstek i od parametru typu beta, będących nieparzystą funkcją prędkości, to obowiązuje zasada wzajemności Onsagera-Casimira.
Sformułowana przez Prigogine’a zasada minimum produkcji entropii (najmniejszego tworzenia entropii), uważana również za czwartą zasadę termodynamiki, głosi, że:
Układy w okolicach stanu równowagi przechodzą przez stany (nierównowagowe), w których produkcja entropii jest najmniejsza.